# Georg Andresen
Andreas Johannes Georg Andresen, névváltozat: Georgius Andresen (Uetersen, 1845. február 20. - Berlin, 1929. május 8.) német pedagógus, klasszika-filológus

## Élete
Apja Georg Andresen rektor volt. 1864 húsvétjáig az altonai Christianeum tanulója volt. A Kieli Egyetemen és a Lipcsei Egyetemen filológiát tanult. 1868-ban doktorált Kielben, disszertációja címe: Emendationes Taciti qui fertur dialogi de oratoribus. 1869. szeptember 29.-én kezdett tanítani a berlini Grauen Kloster gimnáziumban. 1871 húsvétján rendes tanári kinevezést kapott. 1871 és 1897 közt a berlini Askanisches Gymnasium tanára volt. 1892-ben professzori címmel tüntették ki. Alapító társszerkesztője volt a Philologischen Wochenschrift című lapnak (1881-1883). 1884-től 1920-ig a  Wochenschrift für klassische Philologie című lap munkatársa volt. Carl Nipperdey halála után a Weidmannsche Buchhandlung és a Bibliotheca Teubneriana Tacitus-kiadásait szerkesztette. Berlin-Kreuzbergben temették el, sírja nem maradt meg.

## Fordítás
- Ez a szócikk részben vagy egészben  a   Georg Andresen című német Wikipédia-szócikk ezen változatának fordításán alapul.  Az eredeti cikk szerkesztőit annak laptörténete sorolja fel. Ez a jelzés csupán a megfogalmazás eredetét és a szerzői jogokat jelzi, nem szolgál a cikkben szereplő információk forrásmegjelöléseként.